# Flagge Palaus
Die Flagge Palaus zeigt einen goldgelben Vollmond auf hellblauem Tuch.

## Beschreibung und Bedeutung

Aufbau der Nationalflagge

Der Durchmesser der Scheibe beträgt drei Fünftel der Flaggenbreite. Das himmelblaue Tuch ist der Flagge Mikronesiens entlehnt. Die blaue Farbe steht für den die Inseln umgebenden Pazifischen Ozean. Die gelbe Scheibe steht für den Vollmond über Belau (Palau)
| System                      | Blau       | Gelb      |
| --------------------------- | ---------- | --------- |
| RGB                         | 74-173-214 | 255-222-0 |
| Hexadezimale Farbdefinition | #4AADD6    | #FFDE00   |

Der Mond spielt in der Tradition Palaus eine wichtige Rolle hinsichtlich Erntezeitpunkt, Kreislauf der Natur und Beginn bestimmter Ereignisse. Er symbolisiert zudem das Aufstreben des Landes als eine souveräne, unabhängige Nation. Der blaue Ozean steht für die immerwährende Versorgung der Insel mit Nahrung. Zugleich symbolisiert er die Beständigkeit und das Überleben Palaus unter verschiedenen Herrschaften durch die Jahre hindurch, um schließlich mit dem Vollmond vereint zu sein.
Bei Vollmond finden die wichtigen Aktivitäten statt, sei es nun der Bau von Booten, das Fällen von Bäumen, das Fischen und die traditionellen Feste.

## Geschichte

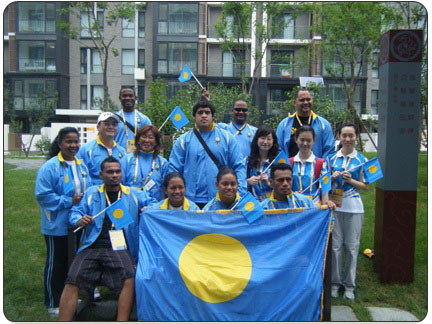
Team der Olympischen Sommerspiele 2008 mit der Nationalflagge

Im Jahr 1979 schrieb eine Kommission einen Wettbewerb zur Schaffung einer Nationalflagge  aus. Der Siegesentwurf zeigte im rot-blau geteilten Tuch ein „Azde“, umgeben von 16 weißen Sternen. Angenommen wurde aber der Entwurf des zweitplatzierten Einheimischen Blau Skebong.
Die Flagge wurde per Gesetz im Parlament Olbiil Era Kelulau eingeführt, welches am 18. September 1980 verabschiedet wurde, und am 22. Oktober 1980 in Kraft trat.

## Flaggen der Bundesstaaten
Palau teilt sich in 16 Bundesstaaten auf. Jeder verfügt über eine eigene Flagge.

Aimeliik
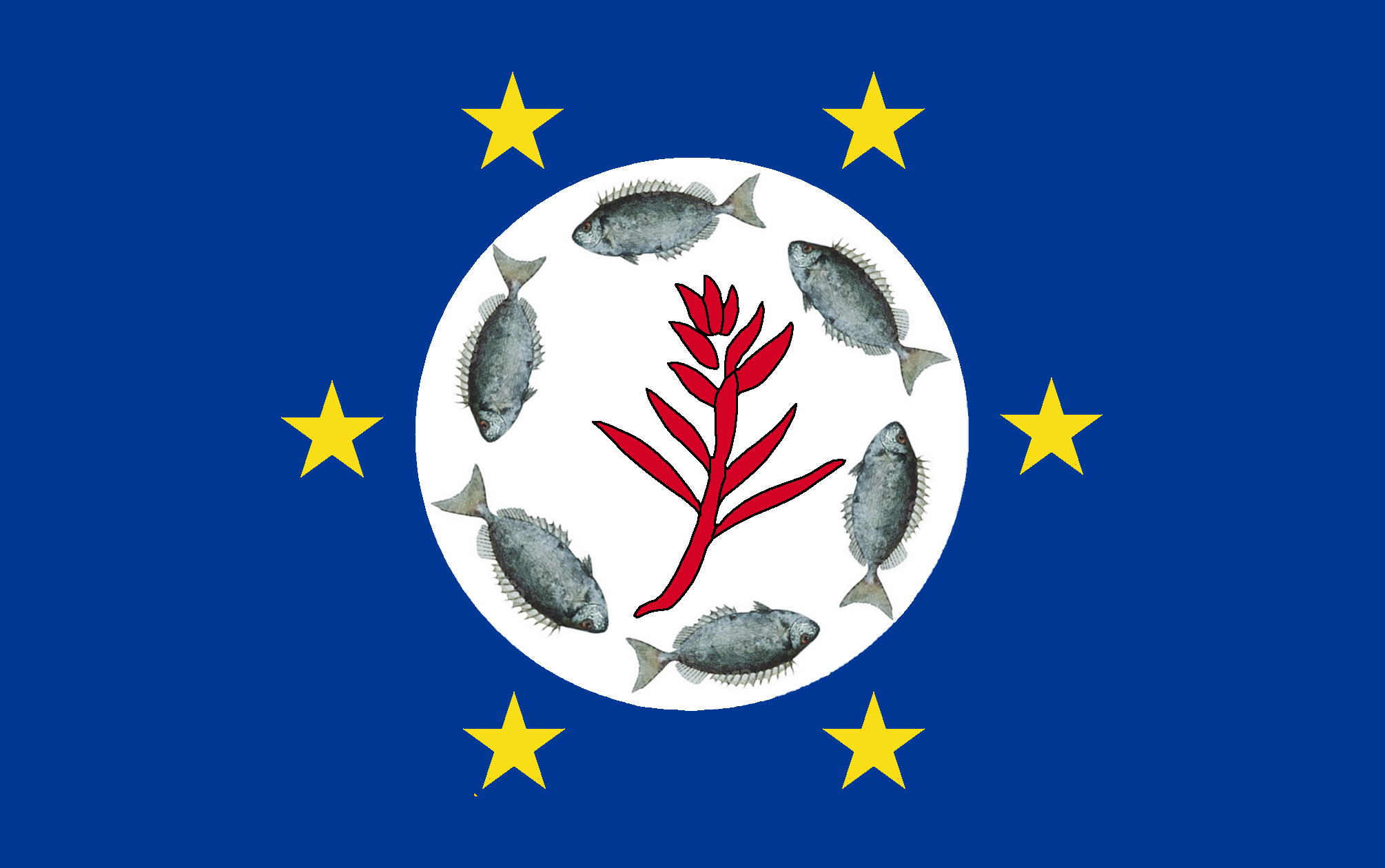
Airai
Angaur
Hatohobei
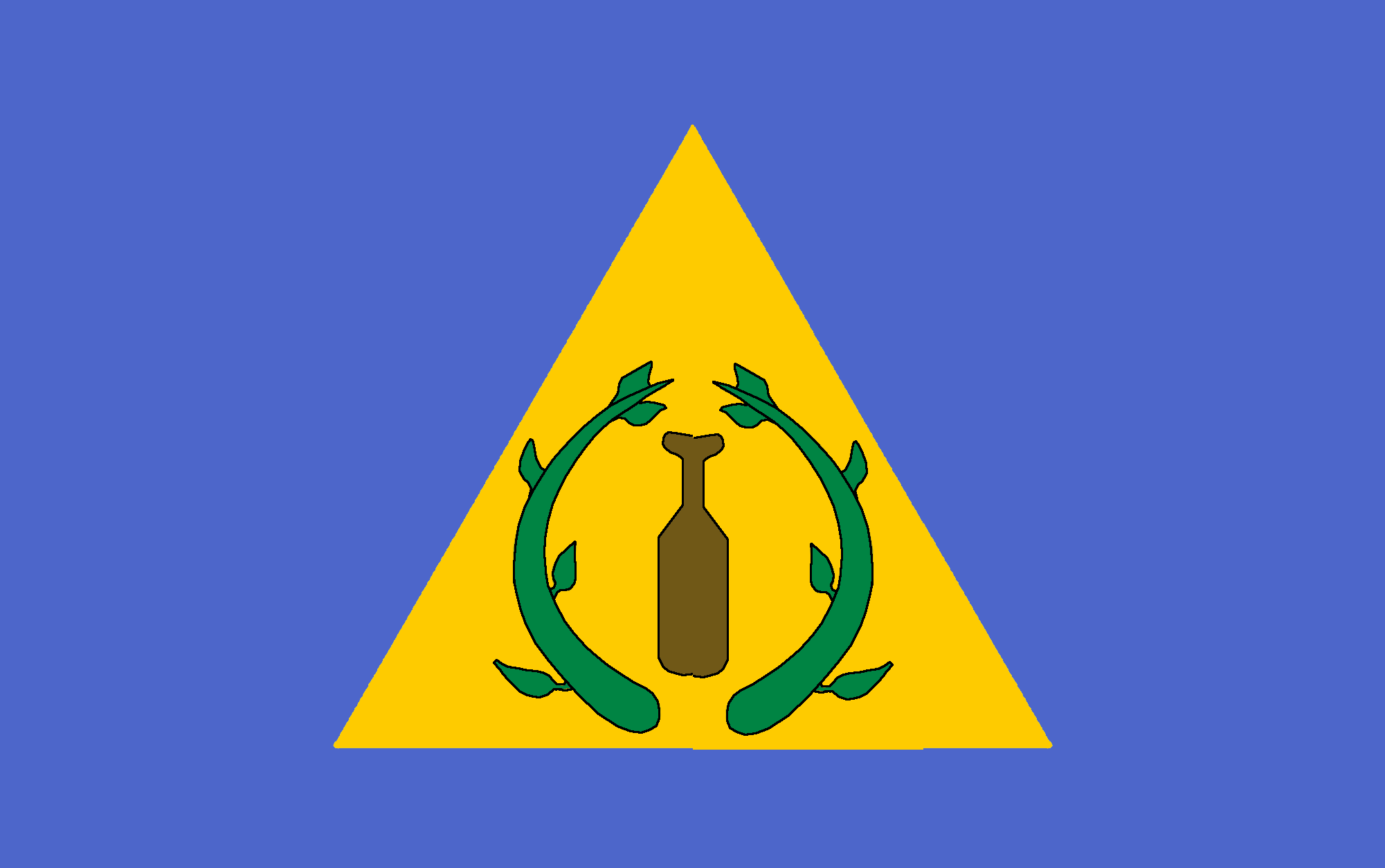
Kayangel
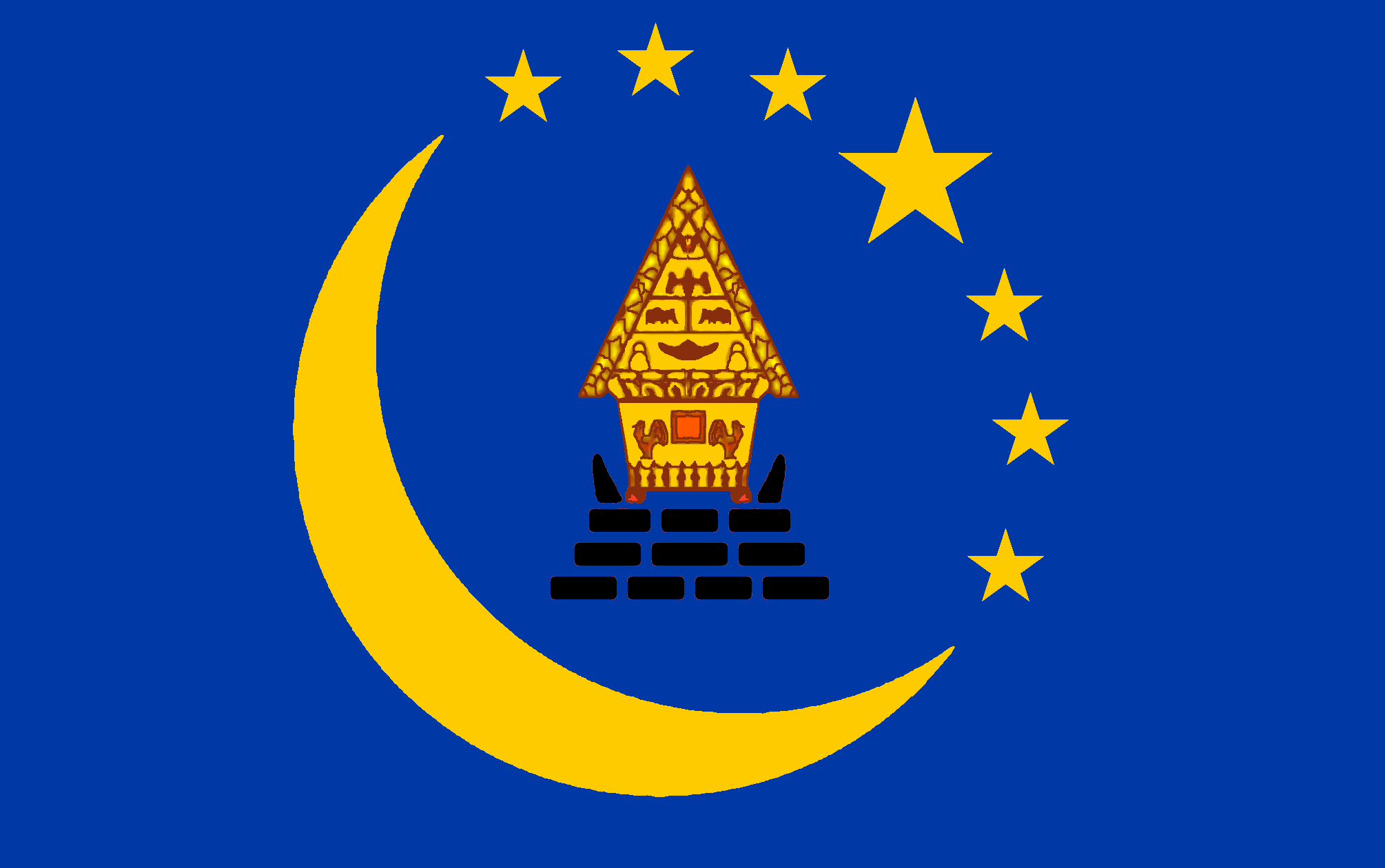
Koror
Melekeok
Ngaraard
Ngarchelong
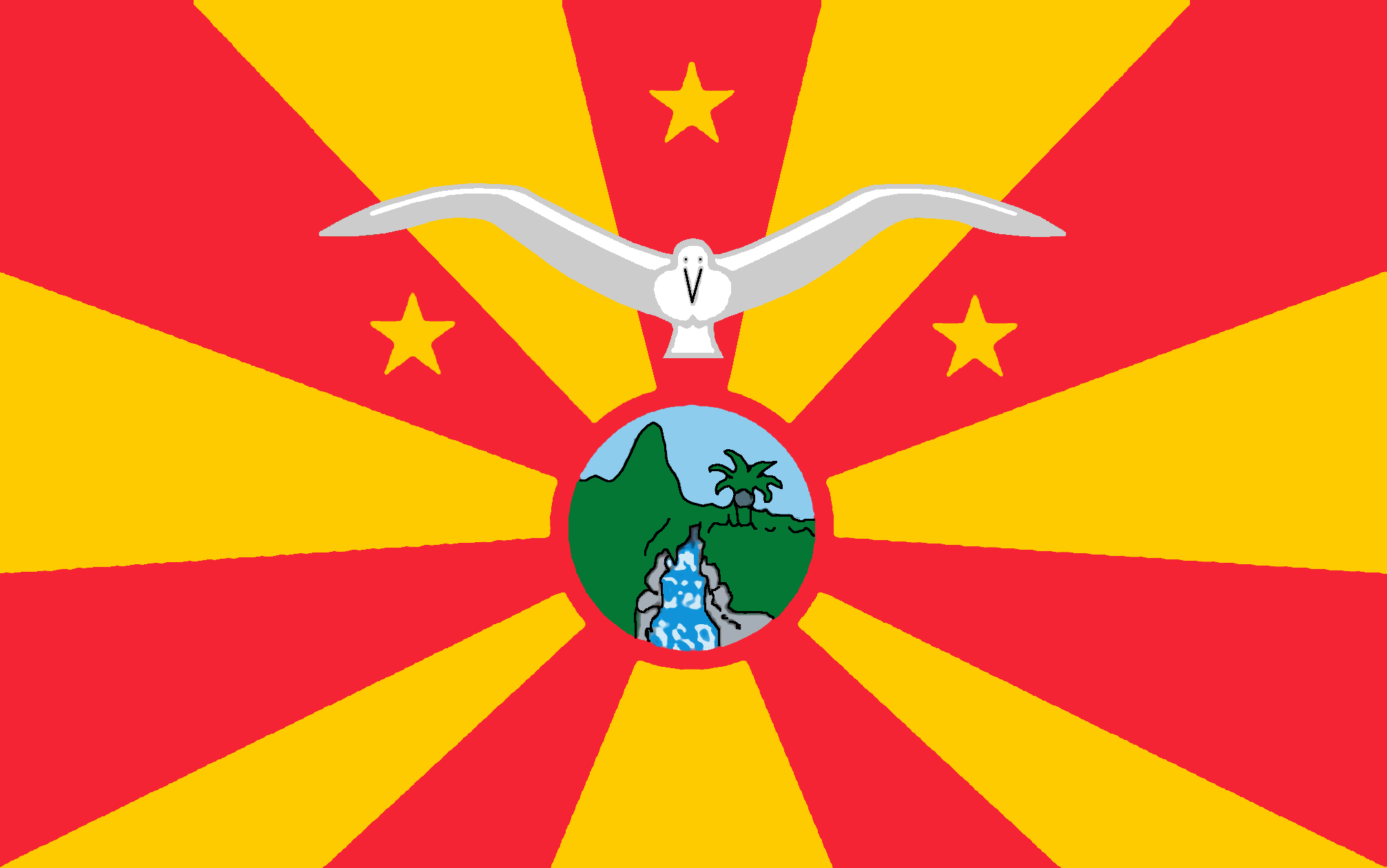
Ngardmau
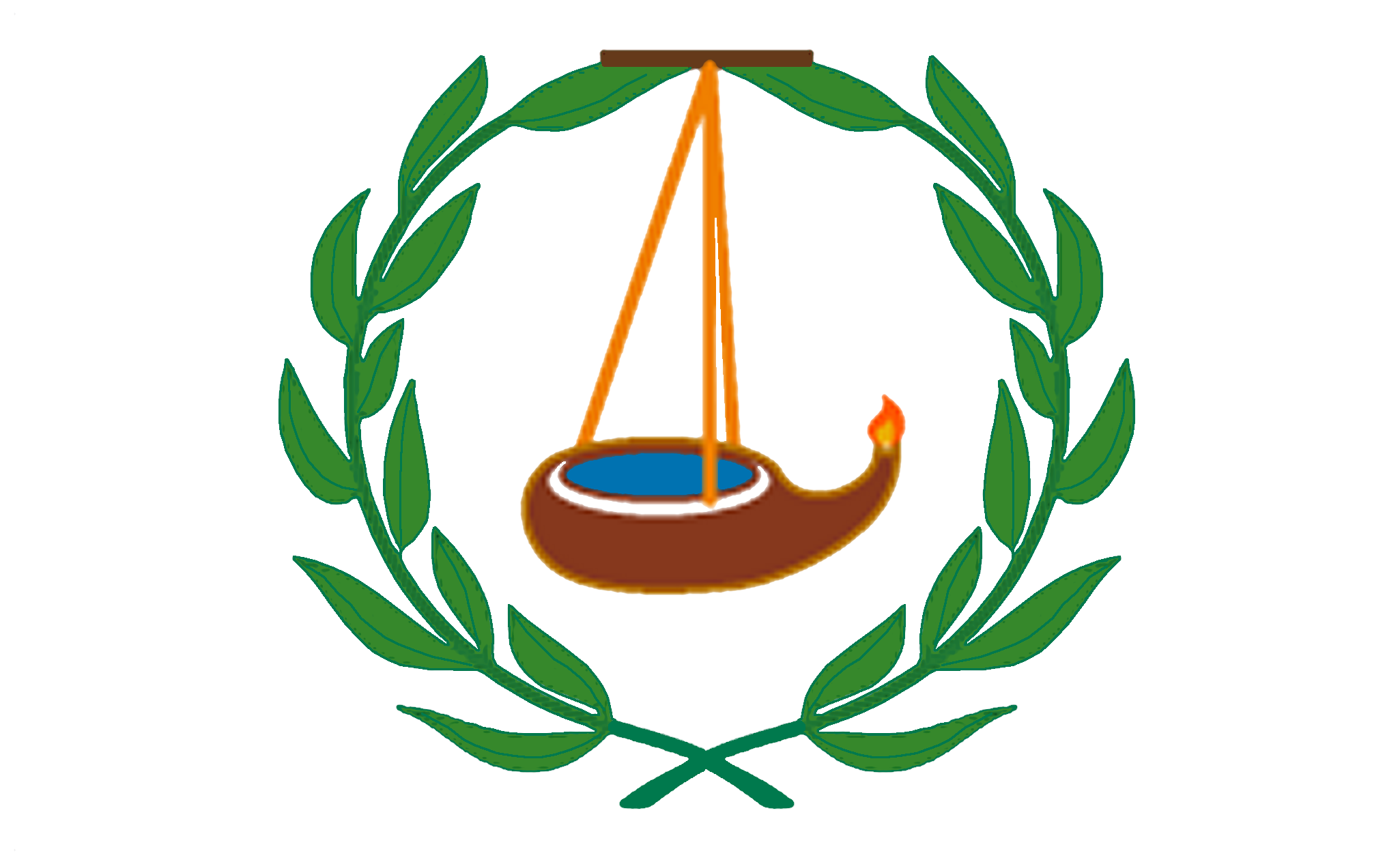
Ngatpang
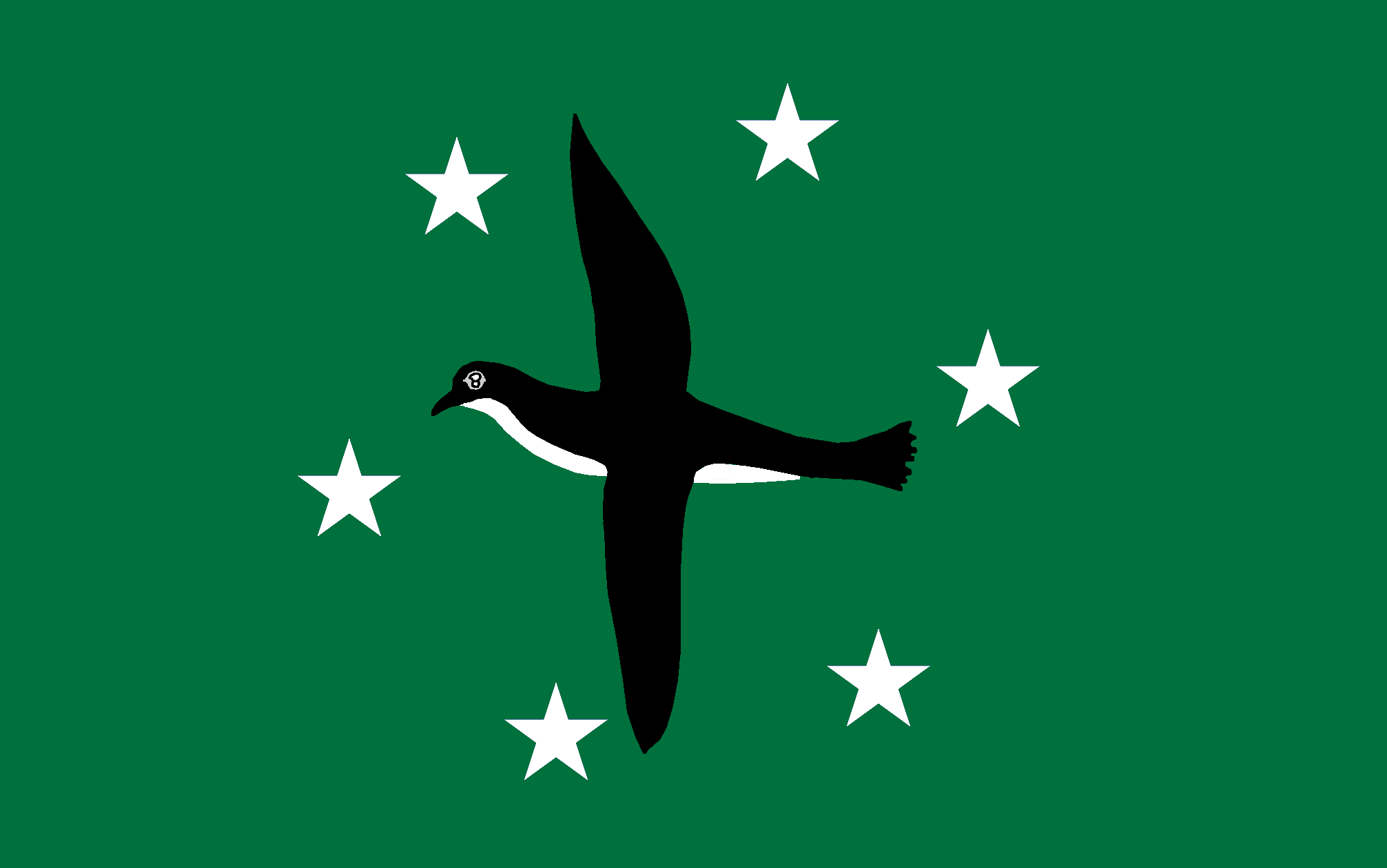
Ngchesar
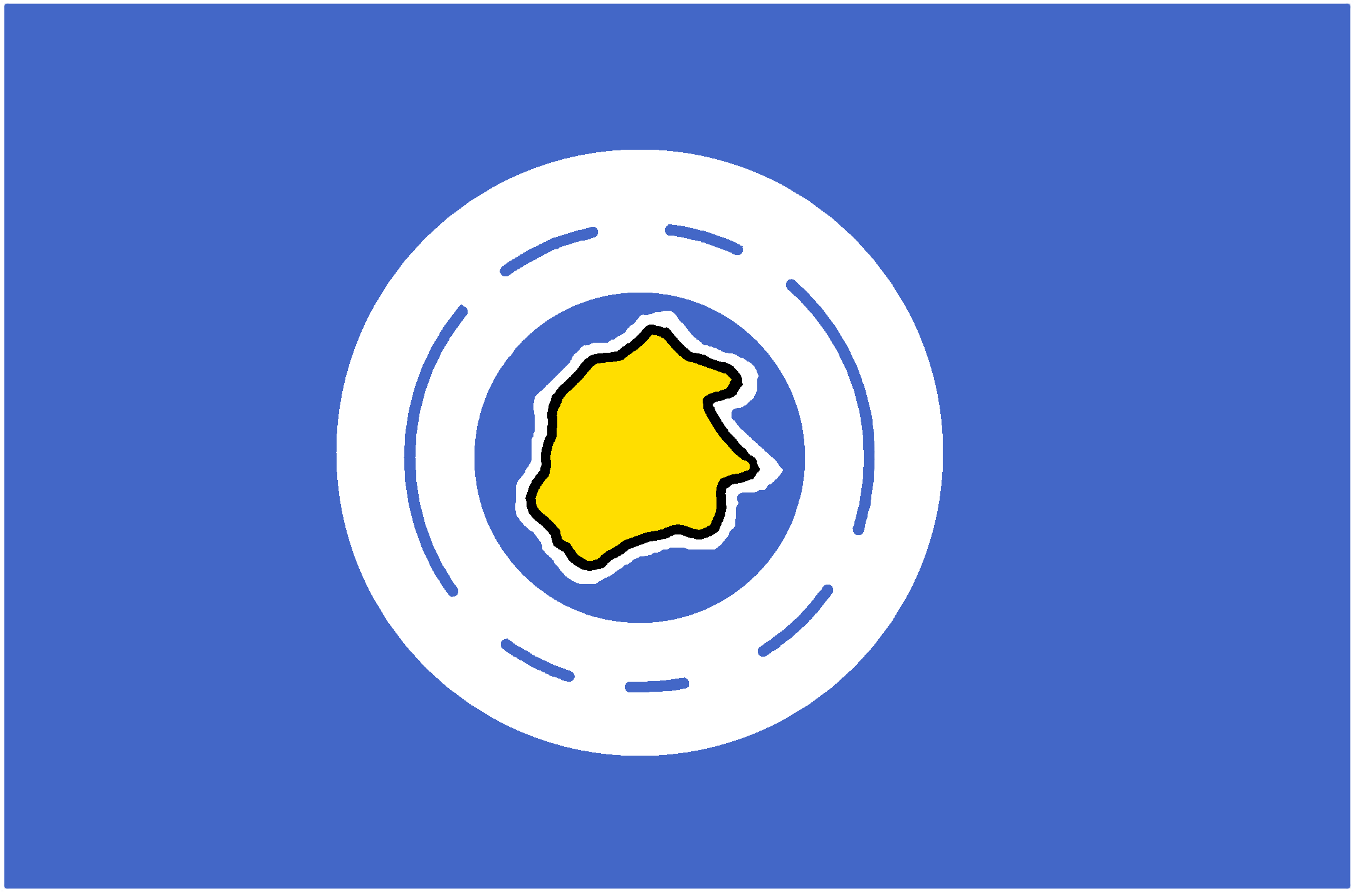
Ngeremlengui
Ngiwal
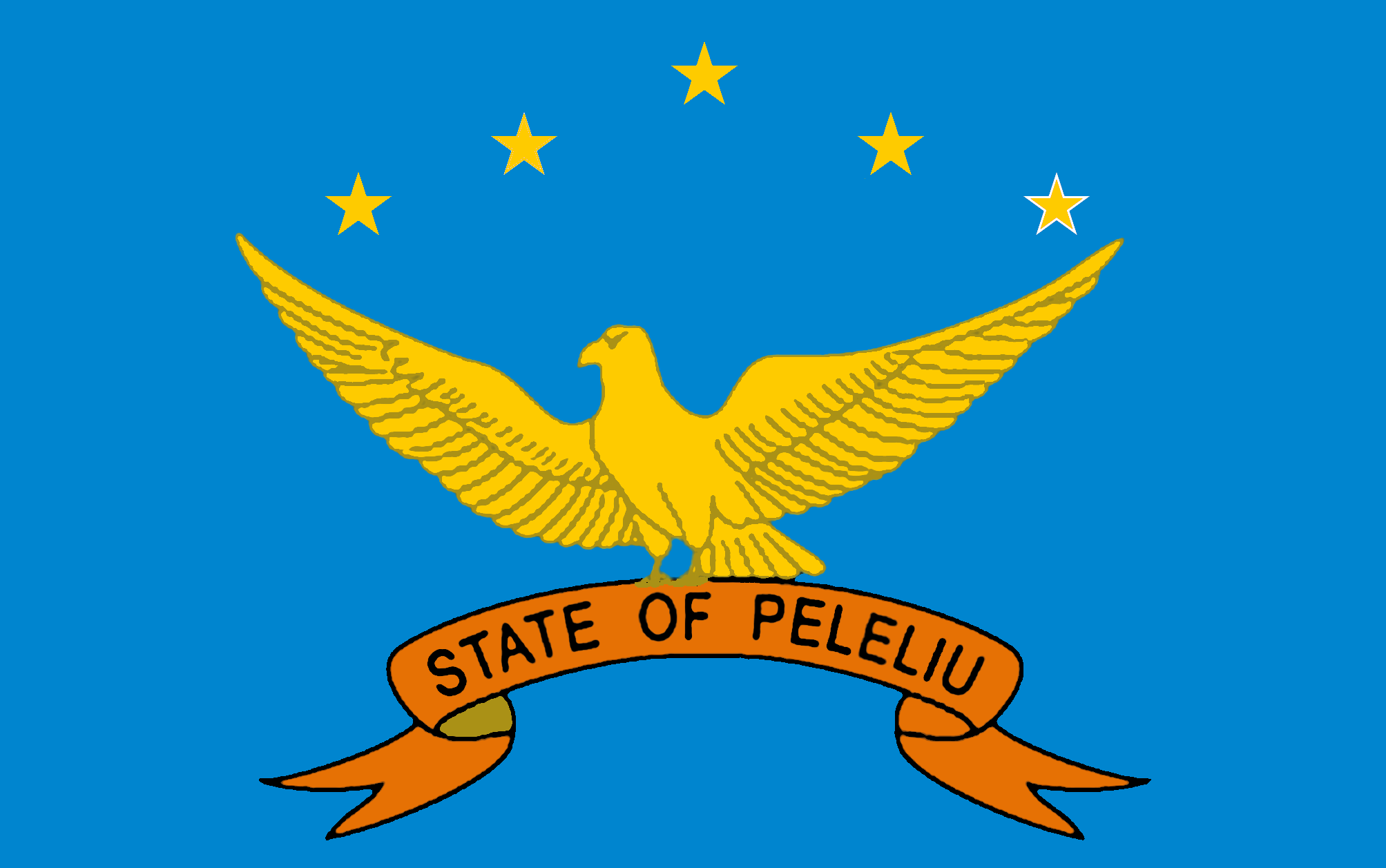
Peleliu
Sonsorol

Alte Flagge von Ngarchelong

Die Sterne auf der Flagge von Ngarchelong repräsentieren die Gemeinden des Bundesstaates. Ursprünglich hatte sie sieben statt acht Sterne.